# Église Saint-Jean-Baptiste de Baños de Cerrato
Pour les articles homonymes, voir Église Saint-Jean-Baptiste et Cerrato.
L'église Saint-Jean-Baptiste (en espagnol : Iglesia de San Juan) est le premier monument wisigothique dans la localité de Baños de Cerrato (ancien Balneos) située à 13 km au sud de Palencia en Castille-et-León. La localité est située sur la commune de Venta de Baños. Plusieurs villas romaines sont connues dans la localité. L'église est considérée parfois comme étant l'église encore debout la plus ancienne d'Espagne.

## Histoire et description

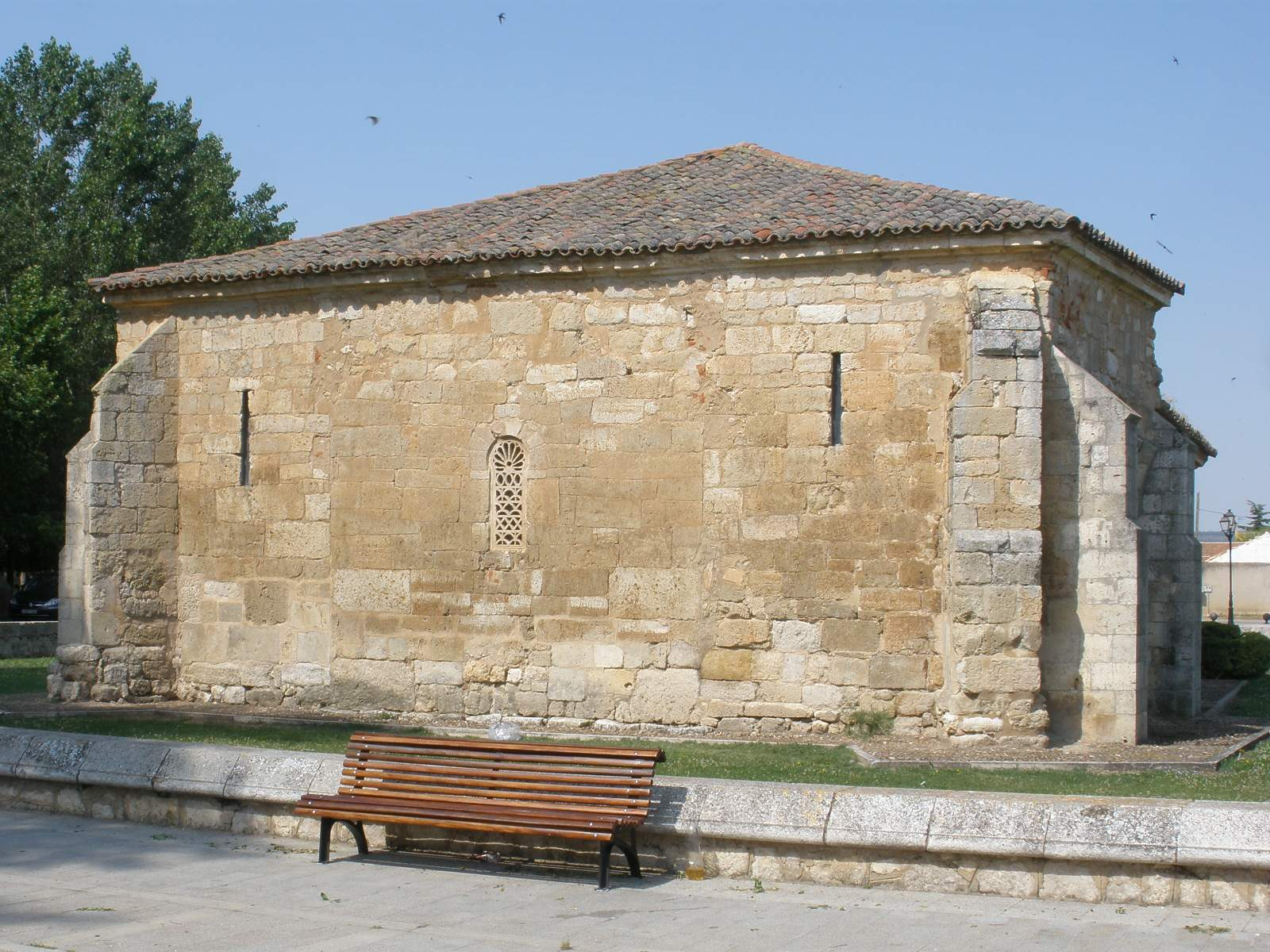
Basílica de San Juan Bautista

Quand le roi wisigoth Réceswinthe (649-672) fait consacrer le 3 janvier 661 la petite église de San Juan Bautista de Baños à Palencia, il voue l'édifice à saint Jean-Baptiste, précurseur du Christ comme doit l’être un roi juste. Ainsi qu'en témoigne une inscription sur marbre commémorant sa dédicace en 699 de l'ère hispanique, introduite par l'évêque Hydace de Chaves au Ve siècle. Cette ère comporte trente-huit ans de plus que l'ère latine. La date de consécration se trouve sous l’arc de l’abside.
Par l'adoption d'un plan basilical, il perpétue le mythe d'une continuité avec Rome et Constantinople. L'héritage, les traditions orientales du christianisme sont là, dans le plan basilical à trois nefs. Point de conservatisme cependant. San Juan de Baños est davantage la fondation d'un roi qui voulut unifier tambour battant les deux peuples, Hispano-Romains et Wisigoths, et s'approprier le meilleur des traditions romano-byzantine et barbare.
Même la tendance antiquisante est estompée par l'éclat affiché des formes en fer à cheval et d'une décoration en quête d'abstraction, des partitions nouvelles de l'espace sacré exigées par des développements esthétiques et liturgiques locaux, tandis qu'est refusée l'innovation byzantine du plan à coupoles. San Juan Bautista de Baños brille par l'affirmation d'une identité nouvelle.
Elle comprend trois nefs couvertes d'une charpente de bois, le transept et trois absides. Les arcs en fer à cheval qui séparent les nefs reposent sur des colonnes au fût de marbre et des chapiteaux sculptés de motifs floraux stylisés, où apparaît déjà la longue feuille à nervures qui sera très répandue plus tard dans l'art asturien.
Une élégante frise court le long de l'abside et de la nef centrale.

## Protection
L'église fait l’objet d’un classement en Espagne au titre de bien d'intérêt culturel depuis le 26 février 1897.